# Comitetul de Transfer

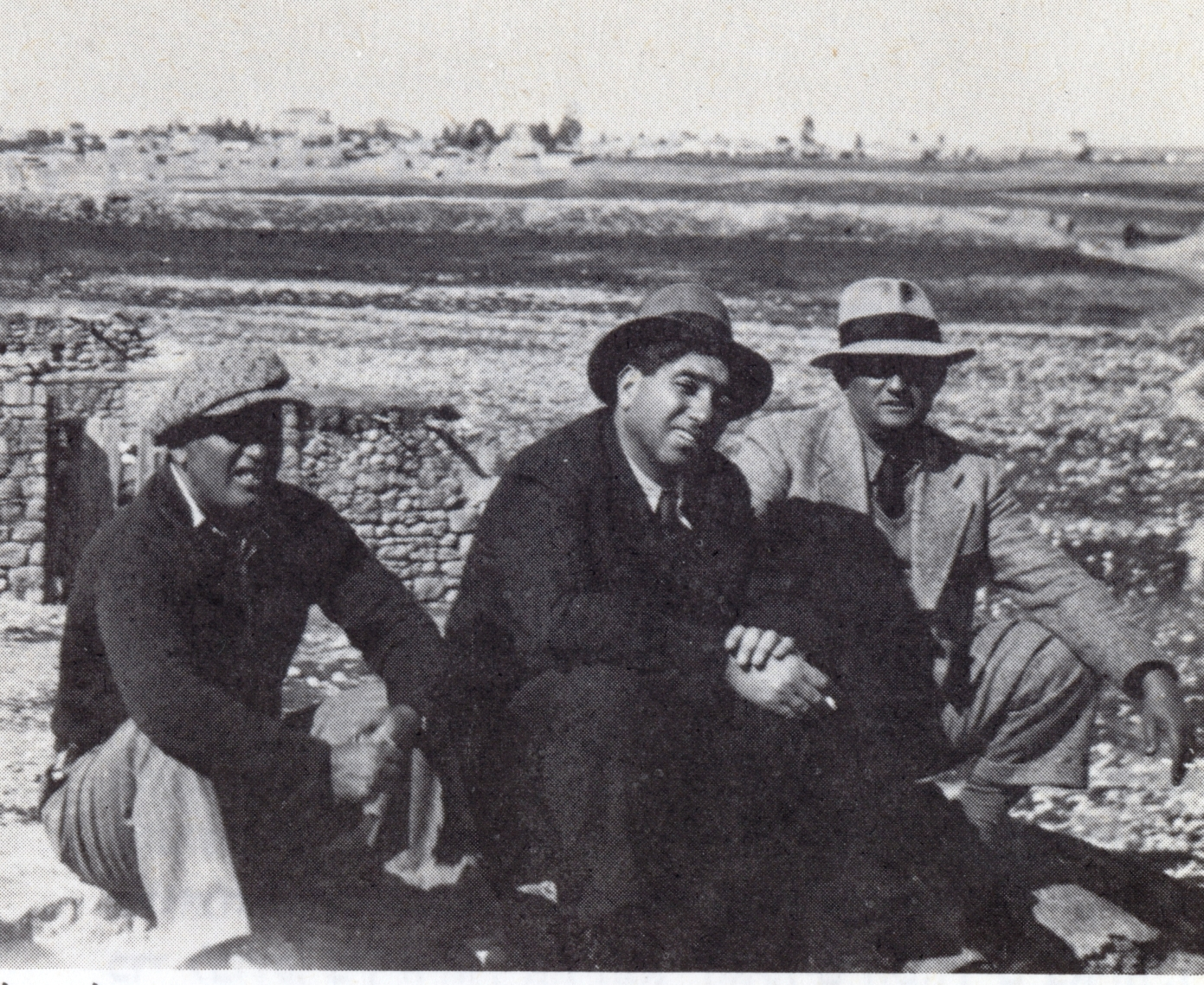
Ezra Danin (centru), membru al comitetului.

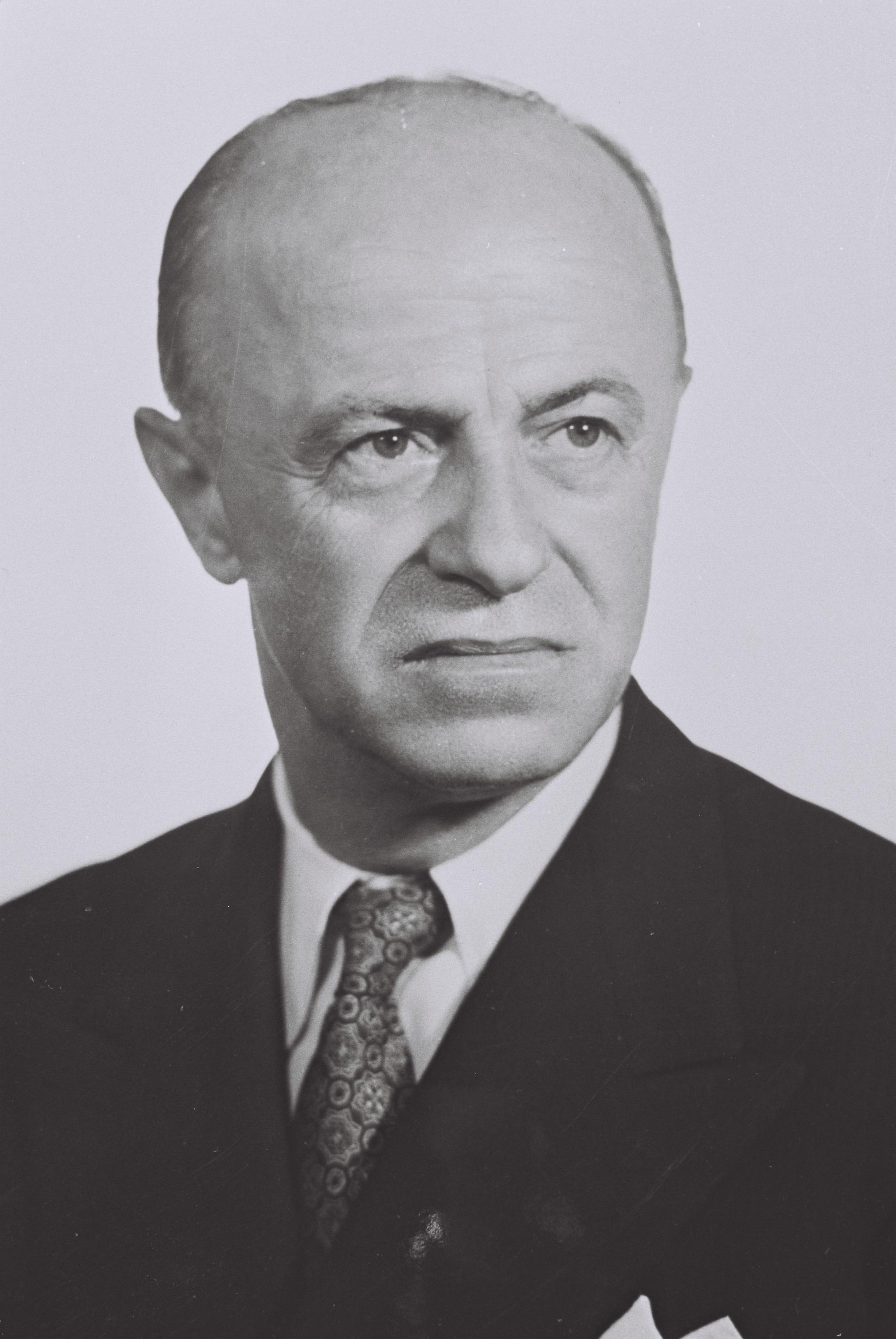
Eliahu Sasson, membru al comitetului.

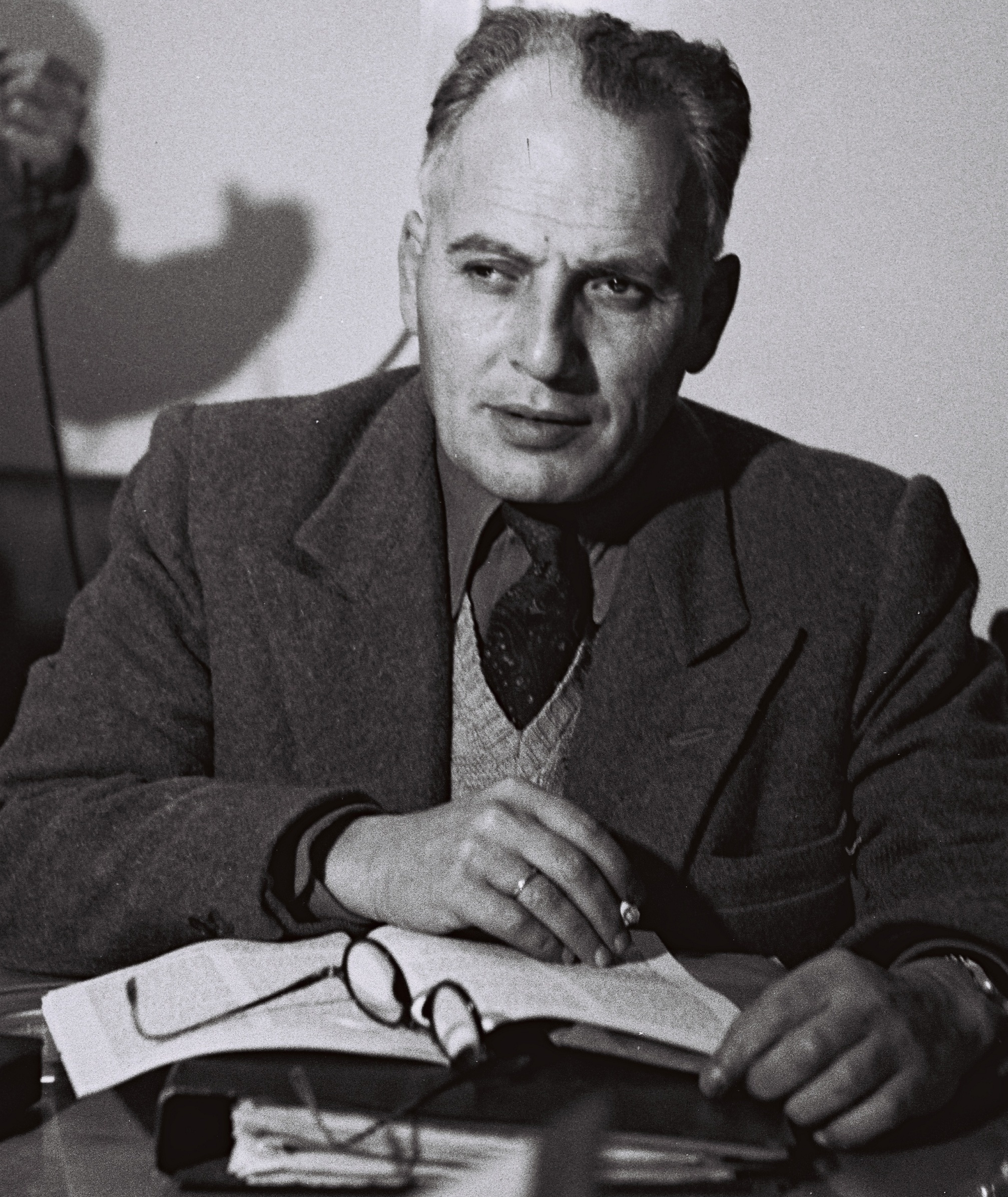
Ministrul Problemelor Minorităților, Bechor-Shalom Sheetrit, a ajutat la oprirea activității comitetului.

Comitetul de Transfer a fost înființat neoficial în luna mai 1948, de oficiali care nu erau membri ai primului guvern israelian, cu scopul de a gestiona expulzarea arabilor palestinieni din orașele și satele lor și de a împiedica întoarcerea lor. Nu se cunoaște cu exactitate măsura în care prim-ministrul de la acea vreme, David Ben-Gurion, era la curent cu activitățile comitetului.

## Crearea comitetului
Ideea înființării comitetului i-a venit lui Yosef Weitz, directorul Departamentului Terenuri și Păduri al Fondului Național Evreiesc. Începând din anii 1930, Weitz a jucat un rol major în achiziționarea de terenuri pentru Yishuv, comunitatea evreiască din Palestina. 
Primul comitet neoficial era compus din Weitz, Ezra Danin, șeful secției arabe a SHAI, componenta de informații a Haganah, și Eliahu Sasson, șeful Departamentul pentru Afaceri în Orientul Mijlociu din Ministerul Israelian de Externe. Danin i-a spus lui Weitz că, pentru a preveni întoarcerea refugiaților plecați, aceștia trebuie să „se confrunte cu un fait accompli”. El a propus distrugerea caselor arabe, colonizarea imigranților evrei în zonele evacuate de arabi și exproprierea proprietăților arabe.

### Propuneri către Cabinet
Pe 28 mai 1948, Weitz i-a propus lui Moșe Șaret, pe atunci ministru de Externe, oficializarea comitetului. Pe 30 mai, Weitz s-a întâlnit cu Eliezer Kaplan, ministrul de finanțe, și - conform unor surse - a primit acceptul acestuia. Comitetul de Transfer s-a întrunit în aceeași zi pentru prima sa sesiune de lucru, deși nu fusese încă aprobat de David Ben-Gurion, prim-ministrul, sau de întregul Cabinet. Totuși, istoricul Benny Morris a consemnat decizia comitetului de a distruge sate arabe.
Pe 5 iunie, Weitz l-a abordat pe Ben-Gurion cu o propunere pe trei pagini care implica:
- împiedicarea palestinienilor arabi de a se întoarce la casele lor;
- sprijinirea absorbției lor în alte țări arabe;
- distrugerea în cea mai mare măsură posibil a satelor lor în timpul unor operațiuni militare;
- împiedicarea palestinienilor arabi de a cultiva pământ;
- colonizarea evreilor în satele și orașele golite de arabi, astfel încât să nu existe nici un fel de „vacuum”;
- întocmirea unei legislații care să împiedice întoarcerea refugiaților;
- realizarea de propagandă care să se opună întoarcerii.

Benny Morris scrie că Weitz a înregistrat acceptul lui Ben-Gurion, dar, conform lui Morris, Ben-Gurion dorea mai întâi o concentrare pe distrugerea satelor arabe, abia apoi sprijinirea absorbției refugiaților în alte țări arabe. Versiunea lui David Ben-Gurion despre întâlnirea cu Yosef Weitz este diferită: el a recunoscut că a fost de acord cu înființarea unui comitet care să supravegheze „curățarea” (nikui) orașelor și satelor arabe și colonizarea lor cu evrei, dar a spus că nu s-a referit nicăieri explicit la distrugerea satelor și împiedicarea întoarcerii refugiaților arabi. Istoricul Efraim Karsh a scris că Ben-Gurion i-ar fi spus în mod precis lui Yosef Weitz că respinge ideea unui Comitet de Transfer. Karsh îl citează pe Weitz spunând: „[Ben-Gurion] ar dori să convoace o întrunire restrânsă pentru numirea unui comisii care să se ocupe de problemă [curățirea sau reamenajarea satelor arabe]. El nu e de acord cu [existența] comitetului nostru temporar”.

## Distrugerea satelor
Indiferent de statutul ambiguu al comitetului, Weitz a început inițiat distrugerea câtorva sate în iunie 1948: Al-Maghar, lângă Gedera; Fajja, lângă Petah Tikva; Biyar 'Adas, lângă Magdiel; Bayt Dajan, la est de Tel Aviv; Miska, lângă Ramat Hakovesh; Sumeiriya, lângă Acra; și Buteimat și Sabbarin, lângă Haifa. Benny Morris scrie că agenții lui Weitz au călătorit prin provincie pentru a determina care sate trebuie distruse și care păstrate pentru coloniștii evrei.
Spre sfârșitul anului 1948, Yosef Weitz consemna:
„Am mers să vizitez satul Mi'ar. Trei tractoare desăvârșesc distrugerea lui. Am fost surprins; nimic în mine nu s-a mișcat la vederea distrugerii. Nici regret și nici ură, ca și cum ăsta e felul în care funcționează lumea. Vrem să ne simțim bine în această lume, nu într-o lume viitoare. Pur și simplu vrem să trăim, iar locuitorii acestor bordeie nu vor să ne lase să existăm aici. Nu doar că aspiră să ne domine, dar voiau să ne extermine. Și ce e interesant, asta e părerea tuturor băieților noștri, de la un capăt la altul.”

### Obiecțiunile Mapam
Partidul politic Mapam în general și Bechor-Shalom Sheetrit, ministrul Problemelor Minorităților, în particular, au lansat o contra-campanie pentru a opri distrugerile, obligându-l pe Weitz să-și înceteze activitățile, fapt care practic a desființat primul Comitet de Transfer.